# 14 Dywizja Strzelecka (ZSRR)
14 Peczengijska Dywizja Strzelecka (ros. 14-я стрелковая Печенгская дивизия) – związek taktyczny piechoty Armii Czerwonej.
Dywizja została sformowana 1 lipca 1922 w Moskwie. W czerwcu 1941 w składzie 14 Armii Okręgu Leningradzkiego. 30 października 1944 za męstwo wykazane podczas opanowania miasta Peczenga dywizja otrzymała nazwę wyróżniającą „Peczengijska”. 30 grudnia 1944 dywizja została przemianowana na 101 Peczengijską Gwardyjską Dywizję Strzelecką odznaczoną Orderem Czerwonego Sztandaru (ros. 101-я Краснознаменная Печенгская гвардейская стрелковая дивизия).

## Dowódcy dywizji
- ppłk / płk Chariton Chudałow (16 III - 15 VII 1942)
- płk / gen. mjr Fiodor Korotkow (16 VII 1942 - 18 X 1944)
- płk Fiodor Griebionkin (19 X - 31 XII 1944)[1]

## Struktura organizacyjna
- Dowództwo 14 Dywizji Strzeleckiej (Nr 68386)[2]
- 95 pułk strzelecki
- 135 pułk strzelecki (do 31 lipca 1942 → 254 Samodzielna Brygada Strzelców Morskich)
- 155 pułk strzelecki (od 30 lipca 1942)
- 325 pułk strzelecki (Nr 12536)
- 143 pułk artylerii (Nr 25231)
- 241 pułk artylerii haubic
- 149 dywizjon artylerii przeciwpancernej (Nr 28536)
- 364 dywizjon moździerzy (od 7 listopada 1941 do 15 listopada 1942)
- 385 bateria artylerii przeciwlotniczej (Nr 32741)
- 14 batalion saperów (Nr 38651)
- 75 batalion medyczno-sanitarny (Nr 42376)
- 35 kompania zwiadu
- 39 kompania obrony chemicznej (Nr 68251)
- 766 kompania łączności → 112 Samodzielny Batalion Łączności (Nr 52531)
- kompania szkolna (Nr 12436)
- 203 (81) Dywizyjny Ambulans Weterynaryjny (Nr 08335)
- 285 Piekarnia Polowa
- 669 (418) Polowa Stacja Pocztowa
- 185 Polowa Kasa Banku Państwowego (Nr 28466)
- samodzielny batalion narciarski (Nr 25351)
- Dywizyjna Kolumna Transportowa[3] (ros. дивизионный олений транспорт, Nr 32661)
- Samodzielny Oddział NKWD (Nr 93361)